# گلمیخ‌ماهی
گُلمیخ‌ماهی (نام علمی: Fundulus) نام یک سرده از خانواده قنات‌ماهی‌های برتر است. نام علمی آن یعنی Fundulus به معنی «کف دریا» است که به زیستگاه برخی از گونه‌های این جنس اشاره دارد.